# Giuliano Giannichedda
Giuliano Giannichedda (Pontecorvo, 21 settembre 1974) è un allenatore di calcio, dirigente sportivo ed ex calciatore italiano, di ruolo centrocampista, commissario tecnico della Rappresentativa Nazionale Serie D Under-18 e Under-19 della Lega Nazionale Dilettanti.

## Biografia
Cresciuto a Castrocielo, nel Frusinate, da padre sardo, Giannichedda è marito della showgirl Federica Ridolfi, sposata il 10 settembre 2011 a Roma e dalla quale ha avuto due figli.
È socio, tra gli altri, di Guido Crosetto e Giuseppe Favalli in alcune società che offrono servizi di bed and breakfast.

## Caratteristiche tecniche

### Giocatore
È stato un centrocampista di grande temperamento. Ha passato gran parte della sua carriera come mediano.

## Carriera

### Giocatore

#### Club
Inizia la sua carriera nel Sora. Nel 1995 approda in Serie A nell'Udinese, totalizzando 8 presenze nel campionato seguente; dalla stagione 1996-1997 inizia a imporsi titolare nell'undici di Alberto Zaccheroni. La sua carriera continua negli anni successivi sempre con la squadra di Udine, dove nel campionato 1997-1998 segna il suo primo gol in massima serie: suo, infatti, è il sigillo sulla goleada casalinga 6-0 contro il Lecce dell'8 febbraio 1998. Nel 2000 con i friuliani vince la Coppa Intertoto UEFA, battendo in finale i cechi del Sigma Olomouc.
Nella stagione 2001-2002 passa alla Lazio, insieme al compagno di squadra Stefano Fiore, per un'operazione da 88 miliardi di lire complessivi che era già stata conclusa l'annata precedente. Con i biancocelesti giocherà fino al 2005, anno in cui viene ingaggiato dalla Juventus.
L'esperienza a Torino non sarà fortunata, sia per il convolgimento della società bianconera nello scandalo Calciopoli che costa nell'estate 2006 la retrocessione d'ufficio in Serie B, con annessa revoca dello scudetto appena vinto sul campo, sia sul piano personale per Giannichedda che, nel suo biennio sotto alla Mole, non troverà molto spazio anche a causa di vari infortuni. Nella stagione 2006-2007 è comunque tra i calciatori che decidono di seguire la Juventus anche tra i cadetti, contribuendo nel campionato seguente a riportarla immediatamente in Serie A.
Il 21 luglio 2007 rescinde il contratto con la società bianconera per accordarsi nella stessa estate con il Livorno, avventura che tuttavia si concluderà con poche apparizioni in campionato. Il 1º luglio 2008 si svincola dai neoretrocessi labronici; dopo alcuni mesi d'inattività, il successivo 10 novembre inizia un periodo di prova col Pisa, risoltosi in un nulla di fatto che ne anticipa il ritiro dal calcio giocato.

#### Nazionale
Ha ricevuto 8 convocazioni in nazionale, scendendo in campo in 3 occasioni. Ha esordito contro la Bielorussia, in una partita valida per le qualificazioni al campionato d'Europa 2000, subentrando nella ripresa a Luigi Di Biagio. Nella sua terza e ultima gara in azzurro, viene espulso all'88' contro la Danimarca nella sconfitta di Napoli per 2-3.
Ha vinto, inoltre, i Giochi del Mediterraneo 1997 a Bari con la nazionale Under-23 allenata da Marco Tardelli.

### Dirigente
Il 2 maggio 2011 ha ottenuto la qualifica di direttore sportivo. Il successivo 5 luglio viene chiamato dal Comitato Regionale Lazio (LND) per ricoprire il ruolo di Commissario Tecnico della Rappresentativa Allievi, con la quale il 9 aprile 2012 vince il Torneo delle Regioni, nella finale di categoria, battendo per 2-1 la Toscana di Bartalucci.

### Allenatore
Il 20 luglio 2010 consegue l'abilitazione ad allenatore professionista di Seconda Categoria - UEFA "A", per ottenere poi la qualifica di Prima Categoria - UEFA "Pro" nel 2014.
Dal 1º luglio 2013 è vice allenatore di Alberico Evani sulla panchina dell'Italia under 20. Successivamente passa con il medesimo ruolo alla formazione Italia under 17. Terminato il suo impegno nelle nazionali giovanili, nell'estate del 2016 viene nominato allenatore del Racing Roma. Si dimette dall'incarico il 1º aprile 2017, dopo aver conquistato 25 punti in 32 partite, con la squadra ultima in classifica.
Il 26 marzo 2018 viene annunciato come nuovo tecnico della Viterbese Castrense, al posto dell'esonerato Stefano Sottili. Il successivo 4 aprile, dopo un pareggio conquistato in due partite, risolve il contratto con il club laziale.
Nel luglio dello stesso anno viene ingaggiato sulla panchina della Pro Piacenza. Il 12 novembre 2018 viene esonerato dopo la sconfitta nel derby col Piacenza, nonostante la posizione di classifica in zona salvezza e pur in un momento difficile sul fronte societario.
Il 29 maggio 2019 viene annunciato come prossimo allenatore dell'Aprilia. La sua avventura con i laziali però non inizia nemmeno, poiché prima della partenza per il ritiro estivo la società opta per affidare la guida della prima squadra al tecnico della formazione Under-19, Giovanni Greco.
Il 16 ottobre 2019 diventa il selezionatore della Rappresentativa Nazionale Serie D Under-18 e Under-19 della Lega Nazionale Dilettanti. Tra settembre e ottobre 2022 guida la Rappresentativa LND del Lazio nella Coppa delle Regioni UEFA, dove viene eliminata dalla Bavaria per 2-0.

## Statistiche

### Presenze e reti nei club
| Stagione        | Squadra         | Campionato      | Campionato | Campionato | Coppe nazionali | Coppe nazionali | Coppe nazionali | Coppe continentali | Coppe continentali | Coppe continentali | Altre coppe | Altre coppe | Altre coppe | Totale | Totale |
| Stagione        | Squadra         | Comp            | Pres       | Reti       | Comp            | Pres            | Reti            | Comp               | Pres               | Reti               | Comp        | Pres        | Reti        | Pres   | Reti   |
| --------------- | --------------- | --------------- | ---------- | ---------- | --------------- | --------------- | --------------- | ------------------ | ------------------ | ------------------ | ----------- | ----------- | ----------- | ------ | ------ |
| 1992-1993       | Sora            | C2              | 15         | 1          | CI-C            | ?               | ?               | -                  | -                  | -                  | -           | -           | -           | 15+    | 1+     |
| 1993-1994       | Sora            | C2              | 18         | 0          | CI-C            | ?               | ?               | -                  | -                  | -                  | -           | -           | -           | 18+    | 0+     |
| 1994-1995       | Sora            | C1              | 31         | 1          | CI-C            | ?               | ?               | -                  | -                  | -                  | -           | -           | -           | 31+    | 1+     |
| Totale Sora     | Totale Sora     | Totale Sora     | 64         | 2          |                 | ?               | ?               |                    | -                  | -                  |             | -           | -           | 64+    | 2+     |
| 1995-1996       | Udinese         | A               | 8          | 0          | CI              | 0               | 0               | -                  | -                  | -                  | -           | -           | -           | 8      | 0      |
| 1996-1997       | Udinese         | A               | 23         | 0          | CI              | 1               | 0               | -                  | -                  | -                  | -           | -           | -           | 24     | 0      |
| 1997-1998       | Udinese         | A               | 30         | 1          | CI              | 3               | 0               | CU                 | 4                  | 0                  | -           | -           | -           | 37     | 1      |
| 1998-1999       | Udinese         | A               | 30+1       | 0          | CI              | 5               | 0               | CU                 | 2                  | 0                  | -           | -           | -           | 38     | 0      |
| 1999-2000       | Udinese         | A               | 29         | 1          | CI              | 1               | 0               | CU                 | 7                  | 0                  | -           | -           | -           | 37     | 1      |
| 2000-2001       | Udinese         | A               | 31         | 0          | CI              | 5               | 0               | Int.+CU            | 5+3                | 0+0                | -           | -           | -           | 44     | 0      |
| Totale Udinese  | Totale Udinese  | Totale Udinese  | 151+1      | 2          |                 | 15              | 0               |                    | 21                 | 0                  |             | -           | -           | 188    | 2      |
| 2001-2002       | Lazio           | A               | 28         | 0          | CI              | 3               | 0               | UCL                | 4                  | 0                  | -           | -           | -           | 35     | 0      |
| 2002-2003       | Lazio           | A               | 25         | 0          | CI              | 3               | 0               | CU                 | 6                  | 0                  | -           | -           | -           | 34     | 0      |
| 2003-2004       | Lazio           | A               | 22         | 1          | CI              | 6               | 0               | UCL                | 4                  | 0                  | -           | -           | -           | 32     | 1      |
| 2004-2005       | Lazio           | A               | 32         | 0          | CI              | 1               | 0               | CU                 | 3                  | 0                  | SI          | 1           | 0           | 37     | 0      |
| Totale Lazio    | Totale Lazio    | Totale Lazio    | 107        | 1          |                 | 13              | 0               |                    | 17                 | 0                  |             | 1           | 0           | 138    | 1      |
| 2005-2006       | Juventus        | A               | 15         | 0          | CI              | 3               | 0               | UCL                | 5                  | 0                  | SI          | 0           | 0           | 23     | 0      |
| 2006-2007       | Juventus        | B               | 20         | 0          | CI              | 3               | 0               | -                  | -                  | -                  | -           | -           | -           | 23     | 0      |
| Totale Juventus | Totale Juventus | Totale Juventus | 35         | 0          |                 | 6               | 0               |                    | 5                  | 0                  |             | 0           | 0           | 46     | 0      |
| 2007-2008       | Livorno         | A               | 8          | 0          | CI              | 0               | 0               | -                  | -                  | -                  | -           | -           | -           | 8      | 0      |
| Totale carriera | Totale carriera | Totale carriera | 366        | 5          |                 | 34+             | 0+              |                    | 43                 | 0                  |             | 1           | 0           | 444+   | 5+     |

### Cronologia presenze e reti in nazionale
| Cronologia completa delle presenze e delle reti in nazionale ― Italia | Cronologia completa delle presenze e delle reti in nazionale ― Italia | Cronologia completa delle presenze e delle reti in nazionale ― Italia | Cronologia completa delle presenze e delle reti in nazionale ― Italia | Cronologia completa delle presenze e delle reti in nazionale ― Italia | Cronologia completa delle presenze e delle reti in nazionale ― Italia | Cronologia completa delle presenze e delle reti in nazionale ― Italia | Cronologia completa delle presenze e delle reti in nazionale ― Italia |
| Data                                                                  | Città                                                                 | In casa                                                               | Risultato                                                             | Ospiti                                                                | Competizione                                                          | Reti                                                                  | Note                                                                  |
| --------------------------------------------------------------------- | --------------------------------------------------------------------- | --------------------------------------------------------------------- | --------------------------------------------------------------------- | --------------------------------------------------------------------- | --------------------------------------------------------------------- | --------------------------------------------------------------------- | --------------------------------------------------------------------- |
| 31-3-1999                                                             | Ancona                                                                | Italia                                                                | 1 – 1                                                                 | Bielorussia                                                           | Qual. Euro 2000                                                       | -                                                                     | 46’ 74’                                                               |
| 28-4-1999                                                             | Zagabria                                                              | Croazia                                                               | 0 – 0                                                                 | Italia                                                                | Amichevole                                                            | -                                                                     | 46’                                                                   |
| 8-9-1999                                                              | Napoli                                                                | Italia                                                                | 2 – 3                                                                 | Danimarca                                                             | Qual. Euro 2000                                                       | -                                                                     | 46’ 88’                                                               |
| Totale                                                                |                                                                       | Presenze                                                              | 3                                                                     |                                                                       | Reti                                                                  | 0                                                                     |                                                                       |

### Statistiche da allenatore
Statistiche aggiornate al 12 novembre 2018.
| Stagione        | Squadra             | Campionato      | Campionato | Campionato | Campionato | Campionato | Coppe nazionali | Coppe nazionali | Coppe nazionali | Coppe nazionali | Coppe nazionali | Coppe continentali | Coppe continentali | Coppe continentali | Coppe continentali | Coppe continentali | Altre coppe | Altre coppe | Altre coppe | Altre coppe | Altre coppe | Totale | Totale | Totale | Totale | % Vittorie | Piazzamento               |
| Stagione        | Squadra             | Comp            | G          | V          | N          | P          | Comp            | G               | V               | N               | P               | Comp               | G                  | V                  | N                  | P                  | Comp        | G           | V           | N           | P           | G      | V      | N      | P      | %          | Piazzamento               |
| --------------- | ------------------- | --------------- | ---------- | ---------- | ---------- | ---------- | --------------- | --------------- | --------------- | --------------- | --------------- | ------------------ | ------------------ | ------------------ | ------------------ | ------------------ | ----------- | ----------- | ----------- | ----------- | ----------- | ------ | ------ | ------ | ------ | ---------- | ------------------------- |
| 2016-apr. 2017  | Racing Roma         | LP              | 32         | 6          | 7          | 19         | CI-LP           | 2               | 0               | 0               | 2               | -                  | -                  | -                  | -                  | -                  | -           | -           | -           | -           | -           | 34     | 6      | 7      | 21     | 17,65      | Esonerato                 |
| mar. 2018       | Viterbese Castrense | C               | 2          | 0          | 1          | 1          | CI-C            | 0               | 0               | 0               | 0               | -                  | -                  | -                  | -                  | -                  | -           | -           | -           | -           | -           | 2      | 0      | 1      | 1      | &0,00      | Subentrato, dimissionario |
| lug.-nov. 2018  | Pro Piacenza        | C               | -          | -          | -          | -          | CI-C            | 2               | 0               | 1               | 1               | -                  | -                  | -                  | -                  | -                  | -           | -           | -           | -           | -           | 2      | 0      | 1      | 1      | &0,00      | Esonerato                 |
| giu. 2019       | Aprilia Racing      | D               | -          | -          | -          | -          | CI-D            | -               | -               | -               | -               | -                  | -                  | -                  | -                  | -                  | -           | -           | -           | -           | -           | 0      | 0      | 0      | 0      | —          | Rescissione               |
| Totale carriera | Totale carriera     | Totale carriera | 34         | 6          | 8          | 20         |                 | 4               | 0               | 1               | 3               |                    | -                  | -                  | -                  | -                  |             | -           | -           | -           | -           | 38     | 6      | 9      | 23     | 15,79      |                           |

## Palmarès

### Giocatore

#### Club

##### Competizioni nazionali
- Coppa Italia: 1

Lazio: 2003-2004
- Campionato italiano di Serie B: 1

Juventus: 2006-2007

##### Competizioni internazionali
- Coppa Intertoto UEFA: 1

Udinese: 2000

#### Nazionale
- Giochi del Mediterraneo: 1

Bari 1997